# 上尾市立富士見小学校
上尾市立富士見小学校（あげおしりつ ふじみしょうがっこう）は、埼玉県上尾市柏座4丁目にある公立小学校。

## 概要
埼玉県上尾市の急激な人口増加に伴い、当校の建設計画ができた。しかし、上尾市の人口が増え続け、新たに校舎を設けたが、定員となりプレハブ校舎を建設したものの間に合わず、鴨川小学校と西小学校が建設された。
2011年8月には4階建ての新校舎が完成し、同年2学期から供用を開始した。
人口増加が激しかったが、現在では児童の数は減少している。

## 沿革

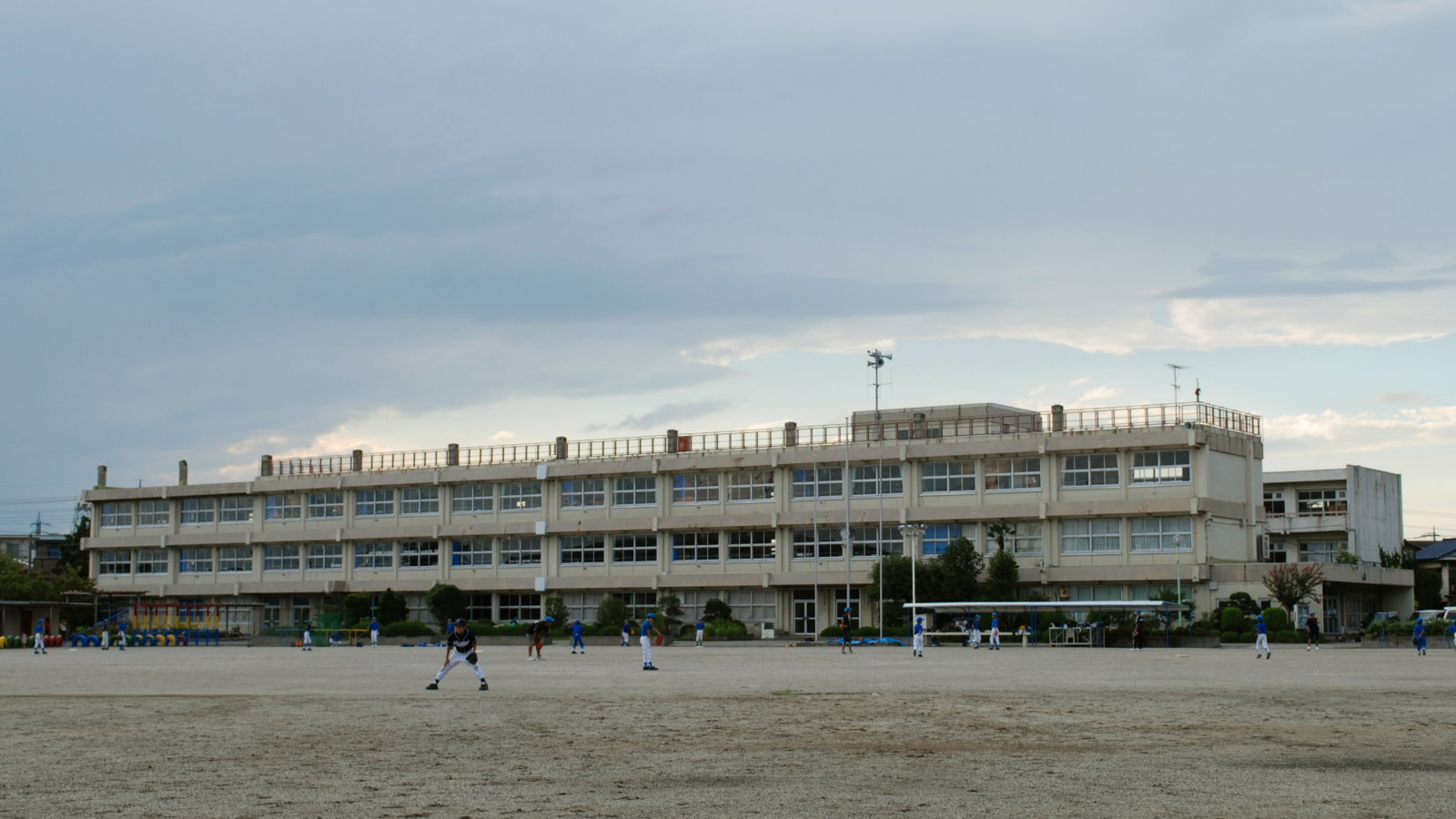
旧校舎（2008年8月）

- 1963年（昭和38年）4月1日 - 仮校舎の上尾小学校として開校[1][2]。
- 1964年（昭和39年）
  - 3月 - 校舎第一期工事完成により新校舎へ移転。
  - 5月15日 - 校舎第二期工事完成。
  - 6月3日 - 校舎完成落成式挙行し、この日（6月3日）を開校記念日と定める。
- 1965年（昭和40年）1月 - 校歌（作詞：宮澤章二、作曲：大中恩）、校旗制定。
- 1966年（昭和41年）10月17日 - 校庭東側に交通公園が完成され、開園式が挙行された[3]。
- 2010年（平成22年）7月 - 校舎・体育館改築工事開始。
- 2011年（平成23年）9月 - 新校舎へ移転。

## 教育目標
かしこく やさしく 元気よく

## 通学区域
出典
- 柏座1丁目（5番以降(JR高崎線の西側)）
- 柏座2丁目（全域）
- 柏座3丁目（全域）
- 柏座4丁目（全域）
- 春日1丁目（全域）
- 春日2丁目（全域）
- 谷津2丁目（1番1号を除く）
- 富士見2丁目

## 進学先中学校
- 上尾市立西中学校[4]

## 周辺
- 上尾市消防団第三分団 - 敷地が隣接。
- 春日神社
- 上尾柏座郵便局
- 上尾山岸珠算塾
- 上尾市コミュニティセンター
- このほか、市民体育館通り（上尾市道）には、ドラッグストアセキ柏座店などのロードサイド店も点在。

## アクセス
- 東武バス「尾21」・「尾31」・「尾32」・「尾61」・「尾62」・「尾63」・「川越06」・「扇02」の各系統で、「富士見小学校」停留所下車後、学校正門まで、
  - 上尾駅西口行のりばから、徒歩約80m・約1分。
  - 上尾駅西口発のりばから、徒歩約135m・約2分（直線距離は約85mほどだが、市民体育館通りを跨ぐ歩道橋経由となるため、約1.5倍の距離となる）。
- JR東日本高崎線上尾駅（西口）から、
  - 上述の東武バスに乗車し1分、「富士見小学校」停留所下車。
  - 徒歩約720m・約11分。